# Linaria virgata
Espèce
Linaria virgata est une espèce de plantes de la famille des Plantaginaceae.

## Taxinomie
L'abbé Jean-Louis Marie Poiret décrit en 1789 l'espèce Antirrhinum virgatum. René Desfontaines la renomme Linaria virgata en 1798.
Toutefois, un siècle plus tard, Svante Samuel Murbeck, s'apercevant que les Linaria virgata décrits par divers auteurs comprenaient plusieurs types distincts, a repris leur étude et a défini plusieurs sous-espèces. En plus de la sous-espèce virgata, il définit la sous-espèce algeriensis, qui correspond au L. virgata décrit par Jules Aimé Battandier en 1890. La sous-espèce syrtica est le L. virgata de Domenico Viviani, de Paul Friedrich August Ascherson, de Aristide Letourneux et de Gustave Barratte. Il ajoute une nouvelle sous-espèce tunetana. Ces trois sous-espèces sont des taxons toujours acceptés aujourd'hui.
Murbeck fait de la variété calycina et de la sous-variété lutea décrites par Battandier une sous-espèce calycina. Mais David A. Sutton en fait une espèce Linaria parviracemosa en 1988.
René Maire avait proposé en 1935 de faire du Linaria riffea décrit par Pau[Qui ?] en 1911 une sous-espèce de L. virgata, mais cette combinaison est aujourd'hui rejetée au profit du nom binomial initial.
Poiret donne le nom vernaculaire français de Muflier effilé, épithète correspondant bien à sa description : « Cette espèce est frappante par un grand nombre de tiges droites, nullement rameuses, qui partent de la même racine ». Ce sens est donc à rapprocher du latin virga signifiant « petite branche mince, baguette ».